# Fiuminata
Fiuminata es una comuna italiana de 1578 habitantes de la provincia de Macerata en Marche. Fiuminata es la comuna cabecera o sede comunal situada en la localidad de Massa. El territorio comunal de Fiuminata se encuentra dentro de la Comunitdad Montañesa de Alte Valli del Potenza e Esino.

## Personalidades de Fiuminata
- Leonida Barboni, directora de fotografía.

## Evolución demográfica
| Gráfica de evolución demográfica de Fiuminata entre 1861 y 2001 |
|                                                                 |
| Fuente ISTAT - Gráfica elaborada por Wikipedia                  |